# 中国医学大辞典
《中国医学大辞典》，中医辞典，謝觀等撰著，共四册，民国十年（1921年）成书出版。作者参考了二千余种书籍编写而成。七万余条目，三百五十余万字。包括医学、身体、方名、药名、医家、医书等七大类。